# Водороздільний табір
Водороздільний табір (рос. Водораздельный лагерь, Особый лагерь № 12, Особлаг № 12) — концентраційний табір ГУЛАГ, останній з особливих таборів для політв'язнів, з центром в ст. Мікунь Печорської залізниці, Комі АРСР.
Організований 25 жовтня 1952, закритий 29 квітня 1953 року.

## Історія
Особлаг №12 був створений на базі табірного пункту Головного управління таборів залізничного будівництва (ГУЛЖДС).
Планована штатна чисельність табору — 35.000 ув'язнених, серед яких: 25.000 — «особливого контингенту» і 10 000 — «загального контингенту». Водороздільний табір не був укомплектований. Максимальне число укладених становило 1142 ув'язнених «загального контингенту».
Табір був заснований як останній з дванадцяти спецтаборів 25 жовтня 1952 року на підставі наказу №00219 Міністерства внутрішніх справ СРСР від 21 лютого 1948 року і розташовувався поблизу залізничної станції Мікунь на Печорській залізниці на північному заході Автономної Республіки Комі. Закритий 29 квітня 1953 року, табір перебував під контролем штабу ГУЛП і ГТУ.
В'язнів табору використовували на лісозаготівельних і лісових роботах, а також на будівництві деяких ділянок Печорської залізниці.

## Виконувані роботи
- Лісозаготівлі в лісових масивах Айкино — Кослан
- Виробництво шпал
- Будівництво залізничної гілки Айкино — Кослан (від станції Мікунь).